# Вихолощена зброя
Вихолощена (охолощена) зброя — деактивована зброя, спеціально пристосована до стрільби лише холостими патронами.
Охолощена зброя - пристрої, виготовлені шляхом спеціального пристосування конструкції стрілецької вогнепальної зброї до стрільби лише холостими патронами, з яких неможливо зробити постріл снарядом, що має достатню вражаючу здатність.
Призначена для використання на кінозйомках, при проведенні театралізованих, костюмованих та інших культурних заходів.
Охолощена зброя повинна бути приведена на заводах - виготовлювачах чи в майстернях з ремонту зброї у стан, придатний для стрільби тільки холостими патронами, що підтверджується відповідним висновком.